# Ray of Light
| Оценки критиков               | Оценки критиков |
| Источник                      | Оценка          |
| ----------------------------- | --------------- |
| AllMusic                      | [ 7 ]           |
| Chicago Tribune               | [ 8 ]           |
| Encyclopedia of Popular Music | [ 9 ]           |
| Entertainment Weekly          | A−              |
| The Guardian                  | [ 11 ]          |
| NME                           | 8/10            |
| Pitchfork                     | 8.1/10          |
| Rolling Stone                 | [ 14 ]          |
| Slant Magazine                | [ 15 ]          |
| USA Today                     | [ 16 ]          |

Ray of Light (с англ. — «Луч света») — седьмой студийный альбом американской певицы Мадонны, выпущенный в 1998 году. Основным продюсером альбома выступил Уильям Орбит — электронный музыкант, с которым Мадонна уже сотрудничала при записи ремиксов на свои композиции, однако никогда прежде не создавала полноценных записей. В продюсировании альбома также принимал существенное участие Патрик Леонард, чьё длительное сотрудничество с певицей завершилось записью Ray of Light.
Альбом стал самой успешной записью Мадонны в 1990-е (в мире было продано порядка 16 миллионов копий) и получил огромное число положительных отзывов критиков. Многие поклонники певицы также считают Ray of Light одним из лучших альбомов певицы.
При записи Ray of Light были использованы многие инновационные музыкальные приёмы. В композициях альбома Мадонна затрагивает темы материнства и духовности. Вокал певицы также стал заметно лучше: сказались уроки вокала, которые она брала при съёмках киномюзикла «Эвита». В 1999 году Мадонна с альбомом Ray of Light удостоилась четырёх премий Грэмми, в том числе «Лучший поп-альбом» и «Лучшая танцевальная запись».

## Об альбоме
Седьмой студийный альбом певицы Ray of Light (1998) отразил «духовное перерождение» певицы и стал вторым знаковым во всём её творчестве (после Like a Prayer). На направление его развития повлияло много факторов: материнство, философское переосмысление действительности и роман с английским сценаристом Энди Бёрдом (англ. Andy Bird). На диске певица «внимательно всматривалась в прошлое и много думала о мистической стороне бытия». После Ray of Light в Мадонне снова начали видеть прогрессирующего музыканта. Оценивая работу, Мадонна всячески старалась превознести «гениального» продюсера альбома Уильяма Орбита, а сам он считал свой вклад в «её» альбом довольно скромным. По сложившейся традиции снисходительного отношения к поп-авторам/исполнительницам, критики приписали успех пластинки Орбиту.
Пластинка получила одобрение критиков: в издании Slant Magazine была названа «одним из величайших поп-шедевров 90-х гг.», а также вошла в список «500 величайших альбомов всех времён» и заняла 28-е место в «100 лучших альбомов 1990-х» по версии журнала Rolling Stone.
Умеренными хитами стали «The Power Of Good-Bye», «Nothing Really Matters», «Drowned World/Substitute for Love» и заглавный трек «Ray of Light». В 1999 году клип на «Ray of Light» получил 6 наград MTV Video Music Awards. Выступление Мадонны на церемонии с песней на санскрите «Shanti/Ashtangi» и «Ray of Light» в индийском наряде с точкой на лбу, символизирующей преданность Богу, вызвало протесты индуистских организаций страны и обвинения в богохульстве.
Ray of Light, запись, где Мадонна анализирует свою жизнь, стала поворотным моментом как и в творческой карьере, так и в биографии певицы. Мадонна, на протяжении первой половины 1990-х достаточно сильно порицаемая критикой за многочисленные самоповторы и подражание, сумела записать альбом, отличный как и от предыдущего её творчества, так и от творчества подавляющего большинства гигантов шоу-бизнеса. Чувственность и эротизм сменились холодностью и отстранённостью, прежние R&B и диско-стилистика окончательно уступили место эмоциональной электронике, в частности трансу, трип-хопу, брейкбиту и драм-н-бейсу. Изменился и посыл, заложенный певицей в композициях — никакого стремления к эмансипации, никаких феминистских призывов, Мадонна углубляется в философию и религию Востока — образность индуизма и буддизма, мистику иудаизма и каббалы, основными темами песен стали темы любви, материнства, смерти и перерождения.
Альбом навсегда изменил общее звучание работ Мадонны. И ранее известная танцевальными работами, она в этот раз доверилась продюсерскому гению Уильяма Орбита, который сделал танцевальное звучание значительно более экспериментальным. В частности, на многих композициях слышны такие нетрадиционные для западной поп-музыки инструменты, как ситар, ребана и табла, а также применяются многие инновационные звуковые эффекты. Несмотря на то, что в записи участвовали (в последний раз) и прежние продюсеры певицы — Патрик Леонард и Марьюс ДеВрис — общее звучание базировалось на концепции Орбита.
Ray of Light стал вторым — после Like a Prayer — альбомом Мадонны, отнесённым как публикой, так и критикой к числу великих. После многолетнего перерыва Мадонна завоевала 4 награды «Грэмми» («Лучшая обложка альбома» (Best Recording Package), «Лучшая танцевальная запись» (Best Dance Recording), «Лучший видеоклип» (Best Music Video, Short Form) и «Лучший поп-альбом» (Best Pop Vocal Album), зрители канала VH1 поставили альбом на 10 место в списке альбомов всех времён, а читатели журнала Rolling Stone в 2002 году поместили альбом на 29 место в списке лучших записей. В списке «Музыка Тысячелетия» (Music of the Millennium poll), составленном в 1997 году HMV, Channel 4 и The Guardian, Ray of Light оказался на 17 месте, помимо этого альбом занимает 363 строку в «Списке 500 альбомов всех времён» по версии журнала Rolling Stone.

### Также
- Изначально планировалось включить в название альбома слово «mantra» (мантра) или «sutra» (сутра), однако Warner Bros. Records настоял на изменении названия, поскольку там посчитали подобное название слишком непривычным для американской аудитории.
- Сообщалось, что изначально Мадонна хотела, чтобы Ray of Light продюсировал Лиам Хаулетт из The Prodigy.
- После выхода видео на песню «Frozen» в российских СМИ появилась информация о намерениях певицы Линды и её окружения обратиться в суд по причине схожести видеоряда клипов «Ворона» и «Frozen». Однако несмотря на то, что клип «Ворона» вышел раньше, чем «Frozen», иска не последовало.
- 18 ноября 2005 года бельгийский суд вынес решение, в котором указывалось, что в песне «Frozen» использована мелодия композиции «Ma vie fout le camp» бельгийского исполнителя Сальваторе Аквавивы. Поэтому сингл «Frozen» был запрещён к распространению на территории страны, а также и сам альбом Ray of Light в его изначальном варианте. Представители певицы подали апелляцию на решение суда, и в феврале 2014 года суд решил, что плагиата в песне нет. Судья снял с Мадонны все обвинения и разрешил хиту звучать и продаваться в Бельгии[29].

## Неизданные песни
Известно, что для альбома было записано четыре не вошедших в него композиции. Две из них — «Revenge» («Месть»)  и «Like a Flower» («Как цветок») — так и не были изданы (хотя в настоящее время их можно скачать на многих неофициальных сайтах Мадонны в Интернете). В 2004 году итальянская певица Лора Позини (Laura Pausini) записала итальноязычную и испаноязычную версии песни «Like a Flower», в которых, однако, был сохранён англоязычный припев. Ещё одну композицию — «Has to Be» («Так должно быть») — долгое время планировалась сделать финальной песней альбома, но Мадонна пожелала оставить лишь 13 песен, поскольку в каббалистическом учении это число имеет большое значение. Тем не менее, песня стала бонус-треком для японского издания диска, а также вышла на американском издании сингла «Ray of Light». Позже, в декабре 2014 года, была обнародована песня Мадонны под названием «Arioso», которая тоже должна была войти в 7-й альбом певицы. Записанная в период сессий «Ray of Light» песня «Gone, Gone, Gone» («Ушла, ушла, ушла») в 2025 году официально вышла на сборнике ремиксов «Veronica Electronica».
Также к числу не вошедших в альбом песен для альбома относятся «Be Careful» (позднее вышла в альбоме Ricky Martin Рики Мартина в виде дуэта), «You’ll Stay», «Never Love A Stranger» и «I’ll be Gone» (появились на утёкшем в сеть сборнике неизданных демо).

## Список композиций
| №   | Название                            | Автор(ы)                                                            | Продюсер(ы)                             | Длительность |
| --- | ----------------------------------- | ------------------------------------------------------------------- | --------------------------------------- | ------------ |
| 1.  | «Drowned World/Substitute for Love» | Madonna, William Orbit, Rod McKuen, Anita Kerr, David Collins       | Madonna, William Orbit                  | 5:09         |
| 2.  | «Swim»                              | Madonna, W. Orbit                                                   | Madonna, William Orbit                  | 5:00         |
| 3.  | «Ray of Light»                      | Madonna, W. Orbit, Clive Maldoon, Dave Curtiss, Christine Ann Leach | Madonna, William Orbit                  | 5:21         |
| 4.  | «Candy Perfume Girl»                | Madonna, W. Orbit, Susannah Melvoin                                 | Madonna, William Orbit                  | 4:34         |
| 5.  | «Skin»                              | Madonna, Patrick Leonard                                            | Madonna, William Orbit, Marius DeVries  | 6:22         |
| 6.  | «Nothing Really Matters»            | Madonna, P. Leonard                                                 | Madonna, William Orbit, Marius DeVries  | 4:27         |
| 7.  | «Sky Fits Heaven»                   | Madonna, P. Leonard                                                 | Madonna, William Orbit, Patrick Leonard | 4:48         |
| 8.  | «Shanti/Ashtangi»                   | Madonna, W. Orbit                                                   | Madonna, William Orbit                  | 4:29         |
| 9.  | «Frozen»                            | Madonna, P. Leonard                                                 | Madonna, William Orbit, Patrick Leonard | 6:12         |
| 10. | «The Power of Good-Bye»             | Madonna, Rick Nowels                                                | Madonna, William Orbit, Patrick Leonard | 4:10         |
| 11. | «To Have and Not to Hold»           | Madonna, R. Nowels                                                  | Madonna, William Orbit, Patrick Leonard | 5:23         |
| 12. | «Little Star»                       | Madonna, R. Nowels                                                  | Madonna, Marius DeVries                 | 5:18         |
| 13. | «Mer Girl»                          | Madonna, W. Orbit                                                   | Madonna, William Orbit                  | 5:32         |

## Участники записи
- Мадонна — вокал
- Пабло Кук (Pablo Cook) — флейта
- Донна Делори (Donna Delory) — бэк-вокал
- Марьюс ДеВрис (Marius DeVries) — клавишные
- Фергус Джерранд (Fergus Gerrand) — перкуссия, ударные
- Никки Харрис (Nikki Harris) — бэк-вокал
- Сюзи Катаяма (Suzie Katayama) — дирижёр
- Марк Моро (Marc Moreau) — гитара
- Уильям Орбит (William Orbit) — звуковые эффекты

## Ответственные за выпуск
- Продюсеры: Мадонна, Марьюс ДеВрис (Marius DeVries), Патрик Леонард (Patrick Leonard), Уильям Орбит (William Orbit)
- Звукоинженеры: Марк Эндерт (Mark Endert), Джон Инголдсби (Jon Ingoldsby), Патрик МакКарти (Patrick McCarthy), Дэйв Рейтцаз (Dave Reitzas), Мэтт Силва (Matt Silva)
- Мастеринг: Тед Дженсен (Ted Jensen)
- Программирование: Майк Брэдфорд (Mike Bradford), Марьюс ДеВрис (Marius DeVries)
- Программирование ударных: Стив Сиделник (Steve Sidelnyk)
- Аранжировки: Патрик Леонард (Patrick Leonard)
- Струнные аранжировки: Крэйг Армстронг (Craig Armstrong)
- Перевод: Вьяс Хьюстон (Vyass Houston), Эдди Стерн (Eddie Stern)
- Художественный руководитель: Кэвин Риган (Kevin Reagan)
- Оформление: Керосин Хало (Kerosene Halo), Кэвин Риган (Kevin Reagan)
- Фотограф: Марио Тестино (Mario Testino)

## Продажи/Позиции в чартах
В США было продано более 4 миллионов копий альбома. По всему миру было продано более 16 миллионов экземпляров. Ray of Light достиг второго места в чарте Billboard USA Pop Albums, в то же время став первым в Великобритании и многих других странах. В России было продано около 70 тысяч копий альбома и в итоге он стал трижды платиновым.
Наиболее успешными синглами альбома стали «Frozen» и «Ray of Light», при этом в альбоме содержится 5 хитов, которые стали популярными во всём мире.
| Чарт (1998)                   | Место |
| ----------------------------- | ----- |
| Australian Albums Chart       | 1     |
| Austrian Albums Chart         | 2     |
| Belgian Flanders Albums Chart | 1     |
| Belgian Wallonia Albums Chart | 2     |
| Canadian Albums Chart         | 1     |
| Danish Albums Chart           | 2     |
| Dutch Albums Chart            | 1     |
| European Top 100 Albums       | 1     |
| Finnish Albums Chart          | 1     |
| French Albums Chart           | 2     |
| German Albums Chart           | 1     |
| Hungarian Albums Chart        | 1     |
| Irish Albums Chart            | 2     |
| Italian Albums Chart          | 1     |
| Japanese Albums Chart         | 7     |
| Malaysian Albums Chart        | 4     |
| New Zealand Albums Chart      | 1     |
| Norwegian Albums Chart        | 1     |
| Portuguese Albums Chart       | 6     |
| Spanish Albums Chart          | 1     |
| Swedish Albums Chart          | 2     |
| Swiss Albums Chart            | 1     |
| UK Albums Chart               | 1     |
| US Billboard 200              | 2     |

| Страна         | Сертификат    |
| -------------- | ------------- |
| Аргентина      | платиновый    |
| Австралия      | 3× платиновый |
| Австрия        | 2× платиновый |
| Бразилия       | платиновый    |
| Канада         | 7× платиновый |
| Дания          | 5× платиновый |
| Европа         | 7× платиновый |
| Финляндия      | платиновый    |
| Франция        | 3× платиновый |
| Германия       | 3× платиновый |
| Гонконг        | платиновый    |
| Мексика        | платиновый    |
| Нидерланды     | 3× платиновый |
| Новая Зеландия | платиновый    |
| Норвегия       | 2× платиновый |
| Польша         | 2× платиновый |
| Россия         | 7× платиновый |
| Испания        | 3× платиновый |
| Швейцария      | 3× платиновый |
| Великобритания | 6× платиновый |
| США            | 4× платиновый |

### Чарты года
| Чарт (1998)                   | Место |
| ----------------------------- | ----- |
| Australian Albums Chart       | 10    |
| Austrian Albums Chart         | 7     |
| Belgian Flandres Albums Chart | 5     |
| Belgian Wallonia Albums Chart | 11    |
| Canadian Albums Chart         | 10    |
| Dutch Albums Chart            | 4     |
| French Albums Chart           | 10    |
| Swiss Albums Chart            | 4     |
| US Billboard 200              | 18    |

| Чарт (1999)                   | Место |
| ----------------------------- | ----- |
| Australian Albums Chart       | 61    |
| Austrian Albums Chart         | 21    |
| Belgian Flandres Albums Chart | 55    |
| Belgian Wallonia Albums Chart | 72    |
| Dutch Albums Chart            | 19    |
| French Albums Chart           | 58    |
| US Billboard 200              | 98    |